# Blades (Delaware)
Pour les articles homonymes, voir Blades.
Blades est une ville américaine située dans le comté de Sussex, dans l'État du Delaware.

## Démographie
| 1920 | 1930 | 1940 | 1950 | 1960 | 1970 |
| ---- | ---- | ---- | ---- | ---- | ---- |
| 388  | 466  | 601  | 789  | 729  | 632  |

| 1980 | 1990 | 2000 | 2010  | - | - |
| ---- | ---- | ---- | ----- | - | - |
| 664  | 834  | 956  | 1 241 | - | - |

Selon le recensement de 2010, Blades compte 1 241 habitants. La municipalité s'étend sur 0,56 milles carrés (1,45 km2).